# Atletas Olímpicos Individuais nos Jogos Olímpicos de Verão de 2000
Nos Jogos Olímpicos de Verão de 2000, em Sydney, Austrália, quatro atletas de Timor-Leste competiram como Atletas Olímpicos Individuais. O estatuto especial foi concedido pelo Comitê Olímpico Internacional em virtude do não-reconhecimento de Timor-Leste pela Organização das Nações Unidas àquela altura.

## Desempenho

### Atletismo
| Atleta           | Evento             | Final   | Final   |
| Atleta           | Evento             | Tempo   | Posição |
| ---------------- | ------------------ | ------- | ------- |
| Calisto da Costa | Maratona masculina | 2:33:11 | 71      |
| Águeda Amaral    | Maratona feminina  | 3:10:55 | 43      |

### Boxe
| Atleta       | Peso | Ronda dos 32           | Ronda dos 16           | Quartos-finais         | Semifinais             | Final                  |
| Atleta       | Peso | Adversário e resultado | Adversário e resultado | Adversário e resultado | Adversário e resultado | Adversário e resultado |
| ------------ | ---- | ---------------------- | ---------------------- | ---------------------- | ---------------------- | ---------------------- |
| Victor Ramos | Leve | GHA R. Nahr D RSC-2    | Não avançou            | Não avançou            | Não avançou            | Não avançou            |

### Halterofilismo
| Atleta             | Evento           | Arranque | Arremesso | Total | Posição |
| ------------------ | ---------------- | -------- | --------- | ----- | ------- |
| Martinho de Araújo | -56 kg masculino | 67,5     | 90        | 157,5 | 30      |